# Porta Mosa

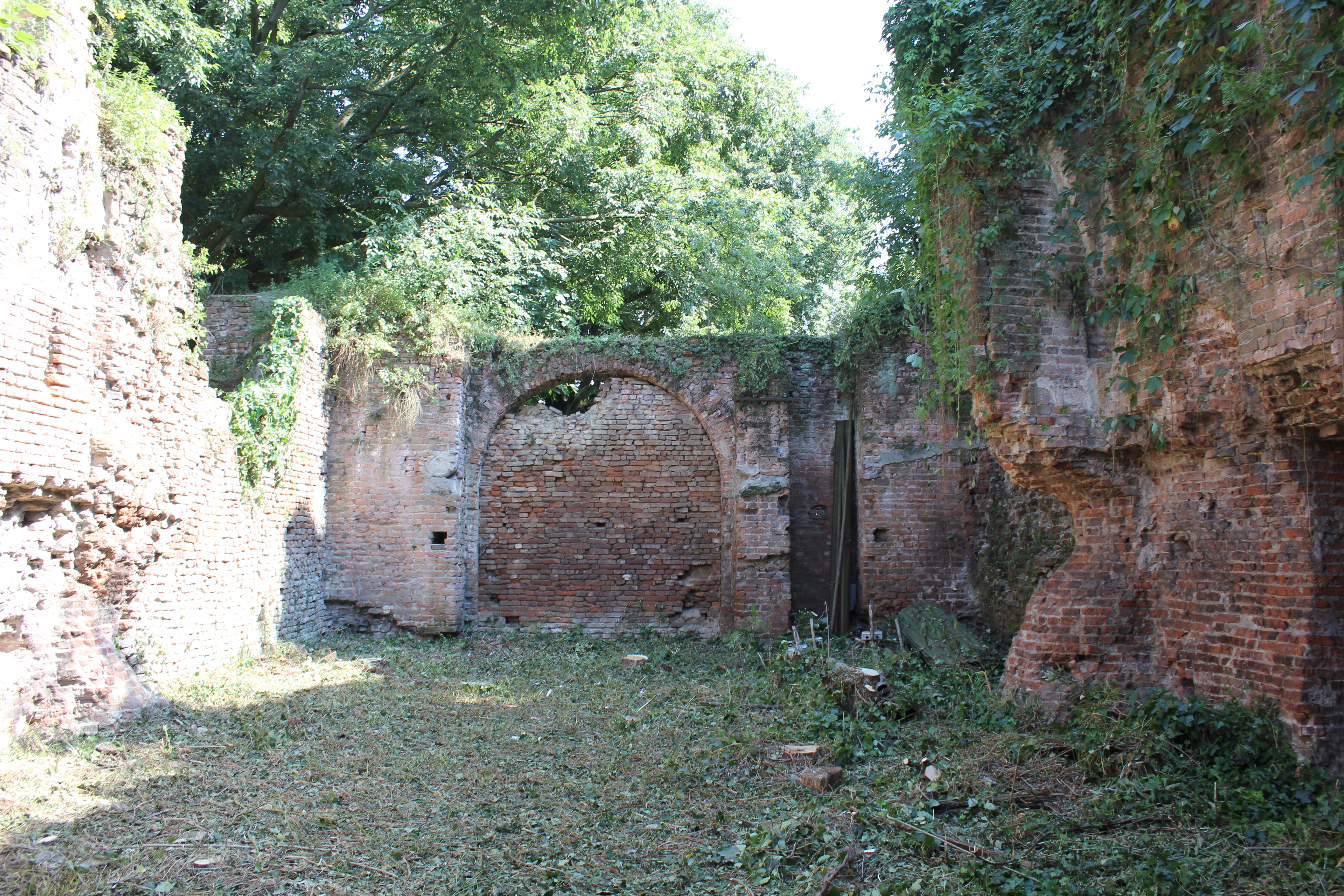
Porta Mosa - fornice cinquecentesco visto dall'interno della porta.

Porta Mosa, che deve il suo nome alla zona bassa e acquitrinosa in cui si trova, è l’ultima porta esistente in Cremona. Le altre porte di Cremona, Porta San Luca detta P.Milano, Porta Ognissanti detta P.Venezia, Porta Po e Porta Nuova detta P.Romana sono state demolite tutte agli inizi del XX secolo. Sorge nella zona detta del Prato del Vescovo a sud-est del centro storico.

## Storia
Già ricordata a partire dal 1270 e.v. venne più volte aperta e chiusa. La sua costruzione si deve mettere in relazione col sorgere di un quartiere cittadino nell’area posta a sud-est del Duomo, nelle zone delle mose e dei bodri. Nel 1209 il Consiglio della città si radunò con i consoli delle vicinie, dei paratici, delle societas, dei credendari, dei milites e dei pedites, per deliberare la lottizzazione dell’area. Nella zona anche il vescovo di Cremona possedeva dei terreni. Le abitazioni sorsero fra il 1220 e il 1230. Dai contratti, custoditi negli archivi, apprendiamo che la vendita di appezzamenti aveva spesso la clausola “ad edificandum”; in altri la costruzione delle case avveniva per volontà diretta della Mensa Vescovile, che provvedeva poi ad affittarle ad artigiani, piccoli commercianti e a pescatori. Questi ultimi avevano i loro banchi di vendita nella piazzetta posta fra il transetto sud del Duomo e il palazzo Vescovile, nel cosiddetto Forum Piscarum. Nei pressi della fabbrica il Comune possedeva nel 1225 una fornace. Inoltre vi erano un mulino, contiguo alla porta e azionato dalle acque della fossa civica (lo stesso fu chiuso e demolito nel 1785) e un foro boario posto fra le porte Romana e Mosa. La porta fu eretta con un duplice scopo: collegare i nuovi quartieri di Prato del Vescovo con la campagna e gli stessi con il porto fluviale minore della città, i cosiddetti approdi delle Mose. Il fiume lambiva la parte meridionale di Cremona e scorreva a sud dell’attuale via del Giordano. Probabilmente un ramo minore del fiume si avvicinava considerevolmente alla porta, dato che il percorso del Po era soggetto a continue variazioni dovute alle piene ed a una mancata regolamentazione delle ripe. Nel 1561 si legge che “da molti anni in qua, per essersi dilongato el fiume Po dalla presente Città, non si possono condurre le legne (da ardere) ne altra sorte di robe ed mercantie con le barche da detto fiume Po alla Porta Mosa, et manco dalla detta alla Porta del Po, come si soleva far avanti chel detto fiume si dilungasse come sopra in gran danno ed discomodo così del pubblico che del privato”..
La porta, chiusa durante l’assedio del 1648-49, era stata riaperta nel 1702 ma poco tempo dopo fu di nuovo serrata. Gli abitanti del quartiere, stanchi di questo isolamento, nel 1718 sollecitarono un intervento governativo, ricordato nel memoriale trasmesso dai Presidenti del Governo della Città al Governatore dello Stato di Milano datato 2 gennaio. I disagi erano sia per i cittadini dentro Cremona, sia per gli abitanti della campagna limitrofa, che si trovavano sotto la parrocchia intitolata a Santa Maria in Betlem. Spesso il parroco, per il lungo tragitto effettuato da Porta Po o Porta Romana, arriva in ritardo all’estrema unzione dei moribondi contadini. Nel 1720 la porta è aperta al transito, come si evince dalla pianta catastale conservata presso l’Archivio di Stato di Milano. Comunque le continue sollecitazioni portarono alla riapertura della porta anche intorno al 1770, ma solo per qualche anno (nelle piante del Voghera 1830 e del Marchetti 1852, appare chiusa).
Accanto alla porta sorge il baluardo di San Giorgio. Per molti secoli la sola presenza del fiume aveva rappresentato la vera difesa di questo tratto di città. Nel Cinquecento, quando i francesi conquistarono la città e riammodernarono le difese con dei terrapieni, non toccarono l’area delle mose. La situazione cambiò nella Guerra dei Trent’anni. Le truppe franco-piemontesi, comandate dal Duca di Modena, assediarono Cremona a partire dal 1648. Per difenderla vennero rapidamente costruiti vari baluardi in terra e fascine; a Porta Mosa si costruì una mezza luna di terra e muratura e si cominciò ad innalzare il baluardo di San Giorgio. L’opera rimase incompiuta fino al 1653. Terminata, fu dedicata a Caracena, governatore dello Stato di Milano durante l’assedio. Il baluardo edificato su progetto di Alessandro Campione, ingegnere ducale, venne costruito in forma di punta di lancia con orecchione e gola di protezione della porta, alla cui struttura muraria venne immorsato il muro di contenimento della grande massa di terra del terrapieno. Porta Mosa nel XIX secolo cadde in oblio, chiusa e abbandonata riuscì a sopravvivere agli abbattimenti novecenteschi, rimanendo allo stato di rudere.
Attualmente l’edificio costituente la porta consta di due ambienti contigui, in cui sono chiaramente riconoscibili le tracce della porta-torre medioevale e dell’amplieranno cinquecentesco. Della torre medioevale rimangono imponenti strutture e il resto dell’arco d’accesso verso la città; all’esterno verso il giardino pubblico di via Giordano abbiamo il fornice cinquecentesco. Accanto alla porta vi è un magazzino comunale, forse i resti del mulino abbattuto nel XVIII secolo.
La porta è ai giorni nostri all'interno di un parco, custodito dal signor Pierluigi Rizzi, membro dell'associazione Nazionale Alpini di Cremona.